# Biggles, els viatgers del temps
Biggles, els viatgers del temps (títol original: Biggles) és una pel·lícula d'aventures i de ciència-ficció estatunidenco-britànica dirigida per John Hough, estrenada l'any 1986.
La pel·lícula està basada en el personatge homònim de la sèrie de novel·les creat per William Earl Johns. Marca l'última aparició a la pantalla de l'actor Peter Cushing. Aleshores va ser adaptat en un vídeojoc homònim per Amstrad CPC, Commodore 64 i ZX Spectrum.
Ha estat doblada al català

## Argument
A Nova York, després d'una trobada amb un misteriós ancià, un jove, Jim, es troba brutalment transportat al bell mig de la Primera Guerra mundial. Coneix Biggles, un pilot, l'avió del qual acaba de caure. Des d'aleshores, Jim viatja entre la seva època i la de la guerra, i cada vegada troba Biggles, que ajuda en el curs d'una missió perillosa.

## Repartiment
- Neil Dickson: James "Biggles" Bigglesworth
- Alex Hyde-White: Jim Ferguson
- Fiona Hutchison: Debbie
- Peter Cushing: William Raymond
- Marcus Gilbert: Eric Von Stalhein
- William Hootkins: Chuck
- Alan Polonsky: Bill
- Francesca Gonshaw: Marie
- Michael Siberry: Algy
- James Saxon: Bertie
- Daniel Flynn: Ginger
- Alibe Parsons: Maxine Fine

## Banda original
Els sis primers títols de la banda original de la pel·lícula Biggles (cara A de la versió vinil) són cançons, mentre que els cinc últims títols (cara B) són músiques de la pel·lícula compostes per Stanislas Syrewicz. Una de les cançons, No Turning Back, va ser escrita especialment per la pel·lícula i sortirà en single pel promotor, amb un vídeoclip que figurarà en la seva reedició en DVD; va ser interpretat per The Immortals, un grup específicament format per aquest títol per John Deacon, llavors baixista de Queen, amb el bateria Lenny Zakatek i el guitarrista Robert Ahwai.
1. Do You Want To Be A Hero?, per Jon Anderson
2. Chocks Away, per Jon Anderson
3. Big Hot Blues, per Chakk
4. Knocking at Your Backdoor, per Deep Purple
5. Knock 'Em Dead Kid, per Motley Crua
6. No Turning Back, per The Immortals
7. Music Soundtrack
8. Ariel Pursuit
9. Discovery
10. Biggles' Theme
11. Maria's Theme